# Episodi di What If...? (terza stagione)
La terza e ultima stagione della serie animata What If...?, composta da otto episodi, è stata pubblicata giornalmente sul servizio di streaming on demand Disney+ dal 22 al 29 dicembre 2024 in tutti i Paesi in cui il servizio è disponibile.
| nº | Titolo originale                                        | Titolo italiano                                           | Pubblicazione    |
| -- | ------------------------------------------------------- | --------------------------------------------------------- | ---------------- |
| 1  | What If... the Hulk Fought the Mech Avengers?           | E se... Hulk avesse combattuto contro i Mech Avengers?    | 22 dicembre 2024 |
| 2  | What If... Agatha Went to Hollywood?                    | E se... Agatha fosse andata a Hollywood?                  | 23 dicembre 2024 |
| 3  | What If... the Red Guardian Stopped the Winter Soldier? | E se... Red Guardian avesse fermato il Soldato d'Inverno? | 24 dicembre 2024 |
| 4  | What If... Howard the Duck Got Hitched?                 | E se... Howard il Papero si fosse sposato?                | 25 dicembre 2024 |
| 5  | What If... the Emergence Destroyed the Earth?           | E se... l'Emersione avesse distrutto la Terra?            | 26 dicembre 2024 |
| 6  | What If... 1872?                                        | E se... 1872?                                             | 27 dicembre 2024 |
| 7  | What If... the Watcher Disappeared?                     | E se... l’Osservatore fosse scomparso?                    | 28 dicembre 2024 |
| 8  | What If... What If?                                     | E se... e se?                                             | 29 dicembre 2024 |

## E se... Hulk avesse combattuto contro i Mech Avengers?
- Titolo originale: What If... the Hulk Fought the Mech Avengers?
- Diretto da: Stephan Franck
- Scritto da: (sceneggiatura) Ryan Little; (storia) A. C. Bradley e Bryan Andrews

### Trama
Nel tentativo di liberarsi di Hulk una volta per tutte, Bruce Banner si bombarda con un'enorme quantità di radiazioni gamma, dando accidentalmente vita a una creatura mostruosa nota come "Apex", che diventa un kaiju scatenato in grado di creare un esercito di mostri gamma. Gli Avengers creano enormi mecha per contrastare la crescente minaccia, ma sono in inferiorità numerica e vengono uccisi. Gli eroi sopravvissuti, composti da Sam Wilson, Monica Rambeau, Bucky Barnes, Marc Spector, Alexei Shostakov, Melina Vostokoff, Xu Shang-Chi e Nakia, alla fine respingono i mostri per i successivi dieci anni. Quando l'Apex riemerge, un riluttante Wilson chiede aiuto a Banner, che vive nascosto su un'isola remota. Banner si rifiuta di farsi coinvolgere, sebbene fornisca a Wilson il protocollo "Potente Avenger", che originariamente aveva creato per fermare Hulk. Utilizzando il protocollo, i mech degli eroi si uniscono in un potente mech, ma l'Apex è ancora troppo per loro. Banner decide di aiutare la squadra e usa una bomba gamma per diventare un "Mega-Hulk" simile a Godzilla. Uccide l'Apex e si dirige verso New York con il suo esercito. Tuttavia, Wilson gli ricorda la loro amicizia e promette che non cambierà mai, spingendo Banner a condurre i mostri sulla sua isola, dove, similmente a King Kong, diventa il loro nuovo sovrano.

## E se... Agatha fosse andata a Hollywood?
- Titolo originale: What If... Agatha Went to Hollywood?
- Diretto da: Bryan Andrews
- Scritto da: (sceneggiatura) Matthew Chauncey e Ryan Little; (storia) Bryan Andrews, Matthew Chauncey e Ryan Little

### Trama
Agatha Harkness decide di diventare un'attrice durante l'età d'oro di Hollywood. Protagonista di un film diretto da Howard Stark, il vero scopo di Harkness è quello di mettere in atto un rituale magico per sottrarre il potere di Tiamut, il Celestiale sepolto nel nucleo della Terra. Harkness fa sì che Stark lanci Kingo, l'ultimo Eterno di cui ha bisogno per far funzionare il suo incantesimo, poiché ha già sottomesso e preso il resto dei poteri degli Eterni. Dopo un numero di danza/resa dei conti completo, Kingo rivela di essere a conoscenza dei veri piani di Harkness, ma alla fine viene convinto ad aiutarla poiché lei finge che le sue motivazioni siano altruistiche con il desiderio di salvare il mondo, e accetta di liberare gli Eterni compagni di Kingo una volta completato il rituale. Assistendo al tradimento di Kingo, il celestiale Arishem inizia a dirigersi verso la Terra per distruggere il pianeta, il che motiva Harkness e Kingo a mettere in atto immediatamente il loro rituale richiesto. Con l'aiuto di Stark e Edwin Jarvis, Harkness riesce a prendere con successo il potere di Kingo, il che le consente di assorbire quello di Tiamut e diventare una nuova Celestiale. Dopo aver sconfitto Arishem, Harkness viene convinta da Kingo a rinunciare al potere Celestiale che aveva a lungo cercato per unirsi a lui nel mondo del cinema per davvero.

## E se... Red Guardian avesse fermato il Soldato d'Inverno?
- Titolo originale: What If... the Red Guardian Stopped the Winter Soldier?
- Diretto da: Bryan Andrews
- Scritto da: A. C. Bradley

### Trama
Nel 1991, Alexei Shostakov e Bucky Barnes vengono inviati a recuperare una cassa di siero del supersoldato da Howard e Maria Stark. Shostakov impedisce a Barnes di ucciderli e loro ottengono solo una fiala di siero. Senza estrazione, il duo segue una spia chiamata "Torre" a Las Vegas per il trasporto, mentre elude le autorità e Bill Foster. Dreykov ordina segretamente a Barnes di uccidere Shostakov, che è diventato un peso. A Las Vegas, Shostakov e Barnes scoprono che Torre è Obadiah Stane, che ha fornito ai russi informazioni sul siero per eliminare gli Stark dal mercato. Stane attacca il duo, ma viene ucciso da Barnes. Mentre le autorità e una task force inviata dalla Stanza Rossa invadono la zona, Barnes fa guadagnare tempo a Shostakov per scappare, che distrugge l'ultima fiala di siero. Qualche tempo dopo, Barnes viene riportato alla base di Hydra in Siberia, dove insiste con Dreykov dicendo che Shostakov è morto. Nel frattempo, Foster si avvicina a Shostakov e gli offre un'opportunità di aiutare di nuovo gli Stati Uniti. 21 anni dopo, Shostakov viene visto combattere al fianco degli Avengers nella Battaglia di New York.

## E se... Howard il Papero avesse messo su famiglia?
- Titolo originale: What If... Howard the Duck Got Hitched?
- Diretto da: Stephan Franck
- Scritto da: (sceneggiatura) Matthew Chauncey e Ryan Little; (storia) Bryan Andrews, Matthew Chauncey e Ryan Little

### Trama
Durante la festa di Thor sulla Terra, Howard il Papero sposa Darcy Lewis e hanno un bambino che assume la forma di un uovo. La coppia viene successivamente invitata alla crociera intergalattica del Gran Maestro, ma lui prende l'uovo e tenta di cucinarlo per colazione prima che Yondu Udonta lo rubi. Mentre la coppia lo insegue, Nick Fury e Phil Coulson spiegano che poiché il loro bambino è nato durante un raro allineamento dei Nove Regni chiamato Convergenza, è destinato a grandi cose ed è diventato molto ricercato da diverse fazioni. Su Ovunque, Yondu consegna l'uovo a Kaecilius che lo uccide e tenta di usarlo come corpo ospite per Dormammu. Lo S.H.I.E.L.D. attacca, con l'intenzione di contenere l'uovo, sebbene Howard e Darcy lo recuperano e fuggano a Jotunheim per cercare riparo da Loki. Tuttavia, Laufey, Malekith, Zeus e Thanos e il suo Ordine Nero sono anche loro sulle tracce dell'uovo e ne consegue un inseguimento. Mentre Howard e Darcy vengono messi all'angolo, l'uovo improvvisamente si illumina d'oro, si solleva verso il cielo e sottomette gli inseguitori con energia dorata. Si schiude pochi istanti dopo in un ibrido umano/anatra che i genitori chiamano Byrdie. Fury ammette che la bambina dovrebbe stare con i suoi genitori e cessa l'inseguimento, mentre "I Paperi" tornano a casa in pace.

## E se... l'Emersione avesse distrutto la Terra?
- Titolo originale: What If... the Emergence Destroyed the Earth?
- Diretto da: Stephan Franck
- Scritto da: (sceneggiatura) Matthew Chauncey e Ryan Little; (storia) Bryan Andrews, Matthew Chauncey e Ryan Little

### Trama
In un universo alternativo, l'Emersione distrusse la Terra anni prima che gli Eterni potessero fermarla. Con il pianeta letteralmente in pezzi dalla nascita di Tiamut, Quentin Beck fece la sua mossa e prese il controllo delle Stark Industries, creando un esercito di droni chiamato Iron Federation per tenere i sopravvissuti sotto il suo controllo. Tuttavia, sta morendo e vuole porre fine a coloro che gli si oppongono con Visione come suo luogotenente. Nel presente, Riri Williams incontra Sharon Carter, che le fornisce una parte essenziale del progetto su cui sta lavorando. Carter la tradisce presto e l'Iron Federation si avvicina, con molti di loro che si rivelano essere ologrammi. Williams riesce a fuggire con una tuta improvvisata e viene salvata dai membri dell'"Alleanza" (composta da Wong, Okoye, Valchiria e Ying Nan) che la reclutano e le danno l'incarico di creare un dispositivo in grado di disattivare Visione. Il loro esercito viene annientato dal sintezoide, ma Williams riesce nell'impresa e escogita un piano per infiltrarsi nella base di Beck e distruggere i naniti che alimentano le sue illusioni. Fondendosi con i componenti di Visione, Williams diventa un ibrido umano-sintezoide e ribalta le sorti della battaglia finché la tuta non fallisce e non riesce più a vedere attraverso le illusioni di Beck. L'Alleanza tiene a bada la Iron Federation mentre lei si avvicina a lui. Sfortunatamente, faceva tutto parte del piano di Beck e Williams entra dritto in una cella di prigione. Beck spiega che ha caricato i naniti in se stesso, il che significa che può controllare le illusioni con la sua mente, anche se lo sta anche uccidendo, quindi ora intende fondersi con Visione e vivere più a lungo. Williams reagisce ma viene rivelato che non ha mai lasciato il campo di asteroidi, i suoi compagni sono tutti morti e tutto dalla sconfitta di Visione è stata un'illusione. Incapace di lasciare che un altro universo cada, l'Osservatore interviene incoraggiando Williams a reagire. Lei sconfigge Beck e proietta il logo degli Avengers nel cielo per dare speranza ai sopravvissuti. Beck muore e il suo impero distopico viene distrutto. Altrove, l'Osservatore viene osservato da altri tre Osservatori che sono scontenti del fatto che lui abbia interferito una volta di troppo.

## E se... 1872?
- Titolo originale: What If... 1872?
- Diretto da: Stephan Franck e Bryan Andrews
- Scritto da: (sceneggiatura) Matthew Chauncey e Ryan Little; (storia) Bryan Andrews, Matthew Chauncey e Ryan Little

### Trama
In un 1872 alternativo, Xu Xialing, fuggì in America per una vita migliore solo per diventare vittima di Hood e dei suoi piani di vittimizzare e denigrare gli immigrati come mezzo per consolidare il suo potere. Shang-Chi ora cerca sua sorella insieme a Kate Bishop, che è in missione di vendetta per la morte della sua famiglia per mano di Hood. Trovano un'altra cittadina decimata e incontrano un ragazzo, Jun-Fan, che afferma che Hood se n'è andato su un treno fantasma. Colpiti dalla sua conoscenza delle arti marziali, Shang Chi e Bishop lo portano con loro. Trovano il treno che apparentemente è alimentato da tecnologia repulsiva rubata a Tony Stark, Justin Hammer, Darren Cross e altri, e gli immigrati scomparsi sono tutti a bordo e sottoposti al lavaggio del cervello. Sonny Burch appare e si scopre che lavora per Hood. Jun-Fan scappa con un aiuto invisibile dell'Osservatore, ma Shang-Chi e Bishop vengono condotti da Hood, il quale, dopo una lotta feroce, si rivela essere la stessa Xialing, che ha ucciso l'originale Hood rubandogli i poteri, ma restandone corrotta. Burch confessa di aver ucciso i genitori di Bishop mentre cercava di condurla in uno stato in trance con il suo orologio da tasca, finché Jun-Fan non suona la campana e ne interrompe gli effetti, consentendo a Bishop di stenderlo e liberare i prigionieri. Shang-Chi si rifiuta di unirsi alla sorella e cerca di riportarla da lui. Proprio quando Xialing sta per uccidere suo fratello, Bishop le spara. Le cicatrici svaniscono e il cappuccio viene spazzato via, lasciandola morire tra le braccia di Shang Chi, che tuttavia non incolpa Bishop per l'assassinio di sua sorella. La coppia osserva Jun-Fan con gli immigrati e se ne va verso il tramonto. Successivamente, l'Osservatore viene affrontato dagli altri tre Osservatori, che decidono di fargli pagare la sua interferenza, con la dispersione di alcuni frammenti del Piano di Osservazione nel Multiverso.

## E se... l’Osservatore fosse scomparso?
- Titolo originale: What If... the Watcher Disappeared?
- Diretto da: Stephan Franck
- Scritto da: (sceneggiatura) Matthew Chauncey e Ryan Little, (storia) Bryan Andrews, Matthew Chauncey e Ryan Little

### Trama
Nella Quinta Dimensione, Uatu viene processato dagli altri tre Osservatori, composti dall'Eminenza, dall'Incarnato e dall'Esecutore, mentre il Capitano Peggy Carter guida una squadra di Guardiani del Multiverso composta da Kahhori, Byrdie diventata adulta e una variante di Ororo Munroe/Tempesta armata di Mjolnir per fermare le incursioni multiversali. Dopo aver fermato un divoratore di universi interdimensionali dall'attaccare l'universo di Super Nova Nebula, Carter e la sua squadra notano i frammenti dell'osservatorio dell'Osservatore e decidono di andare ad aiutarlo. Dopo che i loro primi tentativi di sintetizzare i frammenti falliscono e costano loro due frammenti, il gruppo considera di chiedere aiuto a una variante di Infinity Ultron, accettando anche di usare l'equipaggiamento della Time Variance Authority (TVA) per potarlo se dovesse diventare un ribelle. Dopo un cuore a cuore con Tempesta, Carter decide di incontrare Infinity Ultron da sola, solo per essere catturata dall'Eminenza. Notando la scomparsa di Carter, Kahhori, Byrdie e Storm affrontano Ultron, che rivela di aver capito che non c'è pace senza vita e conclude di aver commesso un errore nell'estinguere ogni forma di vita nel suo universo. Sebbene sia troppo tardi per la redenzione, è disposto a espiare le sue azioni e assorbe il frammento prima di accettare di portarli nella Quinta Dimensione per salvare Carter e l'Osservatore.

## E se... e se?
- Titolo originale: What If... What If?
- Diretto da: Bryan Andrews
- Scritto da: (sceneggiatura) Matthew Chauncey e Ryan Little; (storia) Bryan Andrews, Matthew Chauncey e Ryan Little

### Trama
In un flashback, viene rivelato che l'Osservatore era un tempo un discepolo degli Osservatori di nome Uatu che fu reclutato per diventare un Osservatore a pieno titolo dall'Eminenza. Nel presente, l'Osservatore viene processato per le sue ripetute interferenze, vale a dire per aver dato a Strange Supreme le informazioni di cui aveva bisogno per ricreare il suo universo, e aver salvato Riri Williams, Kwai Jun-Fan, Reed Richards, Nick Fury e Madisynn King, così come per le sue azioni nei confronti di Captain Carter. I due vengono salvati da Infinity Ultron che si sacrifica per guadagnare loro il tempo di scappare. Sotto attacco, Uatu concede alle sue amiche i poteri di un Osservatore e Carter si sacrifica per trasportare tutti nell'universo rinato di Strange Supreme dove Strange rende gli altri Osservatori impotenti. Uatu convince i tre osservatori a imparare vegliando sulla vita in questo nuovo universo. Mentre piangono la morte di Carter, l'Osservatore invita Kahhori, Byrdie e Tempesta a unirsi a lui nel vegliare sul multiverso.